# نوت بوك إل أم
نوت بوك ال ام NotebookLM هي أداة بحث وتدوين ملاحظات عبر الإنترنت طورتها مختبرات جوجل، وتستخدم الذكاء الاصطناعي، وتحديدًا جيميناي، لمساعدة المستخدمين في التفاعل مع مستنداتهم.

## التاريخ
```
تم إطلاق نوت بوك ال ام لأول مرة في عام 2023 تحت اسم "Project Tailwind". و يشمل فريق تطوير المنتج يشمل مؤلف العلوم الشهير 
ستيفن جونسون
 ومديرة المنتج رايزا مارتن.
```

في منتصف أكتوبر 2024، أزالت Google صفة "تجريبي" عن البرنامج.
في ديسمبر 2024، أطلقت Google النسخة المدفوعة من NotebookLM، والتي تحمل اسم NotebookLM Plus، للشركات والمشتركين في خدمة Gemini المدفوعة.
في 10 فبراير 2025، وسّعت Google نطاق NotebookLM Plus ليشمل المستخدمين الأفراد من خلال خطة الاشتراك Google One AI Premium. جاء هذا التوسّع بعد إطلاقه الأول قبل نحو شهرين، حينما تم توفيره للشركات عبر Google Cloud وGoogle Workspace. وقد تم تقديم NotebookLM Plus في البداية على نطاق محدود، وهو الآن يوفّر ميزات محسّنة تهدف إلى تحسين تجربة البحث والتنظيم

## الاستخدام
```
يمكن لنوت بوك ال ام توليد ملخصات، وشروحات، وإجابات بناءً على المحتوى الذي يرفعه المستخدمون. كما يتضمن ميزة "نظرات صوتية" (Audio Overviews)، والتي تقوم بتلخيص المستندات بصيغة حوارية تشبه أسلوب البودكاست.
```

إلى جانب الملفات النصية، يمكن لـ NotebookLM معالجة ملفات PDF، ومستندات Google Docs، والمواقع الإلكترونية، وGoogle Slides. ويمكنه فقط معالجة مقاطع الفيديو التي تحتوي على نصوص أو ترجمات مرفقة، إذ لا يمكنه استخراج النصوص من الفيديوهات التي تفتقر إليها.
ميزة "النظرات الصوتية"، التي أُطلقت في سبتمبر 2024، حظيت باهتمام إعلامي لقدرتها على تلخيص مستندات معقدة وتحويلها إلى ملفات صوتية بأسلوب البودكاست.
الاعتماد
وقد استخدمت ميزة "النظرات الصوتية" ضمن تقرير Spotify Wrapped لعام 2024 لإنتاج ملخصات صوتية مخصصة لعادات الاستماع لدى الأفراد.